# KV39
A KV39, no Vale dos Reis, é uma das possíveis localizações da tumba do faraó Amenófis I. Ela está localizada alto na montanha, longe do vale principal e das outras tumbas reais, que vam do leste de Al-Qurn, bem embaixo do cume, onde havia uma área para descanso de trabalhadores. Não apenas pela localização incomum, a arquitetura da tumba é também única. Ela tem dois eixos principais, um a leste e outro a sul.
A tumba foi descoberta por Macarious e Andraos, que estavam trabalhando para Victor Loret, mas não foi totalmente examinada. Quando escavada e reexaminada na década de 1990 por John Rose, itens de Tutemés I, Amenófis I, e possivelmente de Tutemés II foram encontrados.
O sítio foi novamente examinado em 2002 por Ian Buckley, que corrigiu o desenho planta e recuperou lascas de vasos para futuros exames .